# Canavalia rockii
Canavalia rockii là một loài thực vật có hoa trong họ Đậu. Loài này được St.John miêu tả khoa học đầu tiên.